# Stefan Postma
Stefan Postma (Utrecht, 6 oktober 1976) is een Nederlands voormalig profvoetballer die als doelman speelde. Hij speelde onder meer voor FC Utrecht, De Graafschap, Aston Villa, Wolverhampton Wanderers, ADO Den Haag en Ermis Aradippou.
Per 15 januari 2008 leek het alsof Postma (na een arbitragezaak) voor Queens Park Rangers zou gaan spelen, waar hij voor anderhalf seizoen getekend had. Dit ging echter niet door omdat ADO Den Haag de transfer te lang had tegengehouden. Na een half jaar op amateurbasis voor De Graafschap gespeeld te hebben ging Postma begin 2009 naar Ermis Aradippou op het tweede niveau in Cyprus. Met die ploeg werd hij kampioen.
In 2011 beëindigde hij zijn loopbaan en werd assistent-trainer bij AGOVV Apeldoorn waar hij tevens een commerciële functie bekleedde. In 2012 werd hij keeperstrainer bij FC Utrecht. 
Postma speelde in april 1997 eenmalig voor Jong Oranje als invaller voor Jim van Fessem in de EK-kwalificatiewedstrijd in en tegen San Marino (0-7). Hij was reservedoelman op het Europees kampioenschap voetbal onder 21 - 1998 waar Nederland als vierde eindigde.

## Clubstatistieken
| Seizoen                                                      | Club                    | Competitie     | Duels | Goals |
| ------------------------------------------------------------ | ----------------------- | -------------- | ----- | ----- |
| 1995/96                                                      | FC Utrecht              | Eredivisie     | 5     | 0     |
| 1996/97                                                      | FC Utrecht              | Eredivisie     | 12    | 0     |
| 1997/98                                                      | FC Utrecht              | Eredivisie     | 13    | 0     |
| 1998/99                                                      | FC Utrecht              | Eredivisie     | 1     | 0     |
| 1999/00                                                      | FC Utrecht              | Eredivisie     | 2     | 0     |
| 2000/01                                                      | De Graafschap           | Eredivisie     | 34    | 0     |
| 2001/02                                                      | De Graafschap           | Eredivisie     | 33    | 0     |
| 2002/03                                                      | Aston Villa             | Premier League | 6     | 0     |
| 2003/04                                                      | Aston Villa             | Premier League | 2     | 0     |
| 2004/05                                                      | Aston Villa             | Premier League | 3     | 0     |
| 2005/06                                                      | Wolverhampton Wanderers | Championship   | 29    | 0     |
| 2006/07                                                      | ADO Den Haag            | Eredivisie     | 6     | 0     |
| 2007/08                                                      | ADO Den Haag            | Eerste divisie | 23    | 0     |
| 2008/09                                                      | De Graafschap           | Eredivisie     | 0     | 0     |
| 2008/09                                                      | Ermis Aradippou         | B' Kategoria   | 4     | 0     |
| 2009/10                                                      | AGOVV Apeldoorn         | Eerste divisie | 37    | 0     |
| 2010/11                                                      | AGOVV Apeldoorn         | Eerste divisie | 28    | 0     |
| Totaal                                                       | Totaal                  | Totaal         | 238   | 0     |
| Tabel voor het laatst bijgewerkt voor het seizoen 2010-2011. |                         |                |       |       |